# Walking-Chair Design Studio
Das Walking-Chair Design Studio ist ein von Karl Emilio Pircher (* 1963 in Bozen, Italien) und Fidel Peugeot (* 1969 in Basel, Schweiz) in Wien gegründetes, stark interdisziplinär ausgerichtetes Designstudio.

## Profil
Pircher und Peugeot lernten sich 1999 bei der Lomographischen AG durch die Zusammenarbeit an verschiedenen Projekten kennen. 2002 gründeten sie ihr eigenes Büro. Der Name rührt von einer der ersten international für Aufsehen sorgenden Arbeiten Pirchers, dem Walking Chair aus dem Jahre 2000.
Erste internationale Aufmerksamkeit erregte das Duo 2002 durch seine Teilnahme am Designer’s Block in London mit ihren Arbeiten „Walking Chair“, „Ping-Meets Pong“ und „Bottleboy“.
Nach dem Erfolg in London entschlossen sich Pircher und Peugeot 2003 zur Gründung der Walking-Chair Design Studio GmbH.
Die interdisziplinäre Ausrichtung zeigt sich in den vielseitigen verwirklichten Projekten und beim Motto „We make things and songs“.
Walking-Chair betreibt derzeit drei Betätigungsfelder:
1. Das Walking-Chair Design Studio
2. Die Walking-Chair Gallery in der seit 2005 Designpositionen anderer Künstler gezeigt werden
3. Walking-Things, eine Online-Designplattform mit Fokus auf die eigenen Produkte und ausgewählte Stücke anderer Wiener Designer.

## Projekte

### Ausstellungs-, Event- und Innengestaltungen
- 2009 Hofmobilien Depot Wien: Kronprinz Rudolf – Lebensspuren[1]
- 2009 Gestaltung des Kinderinfopunktes für die Europäische Kulturhauptstadt Linz '09 (kuratiert von ZOOM Kindermuseum, Wien)[2]
- 2009 Knowledge Space, Karlsplatz Wien[3]

- 2008 Marienapotheke Wien

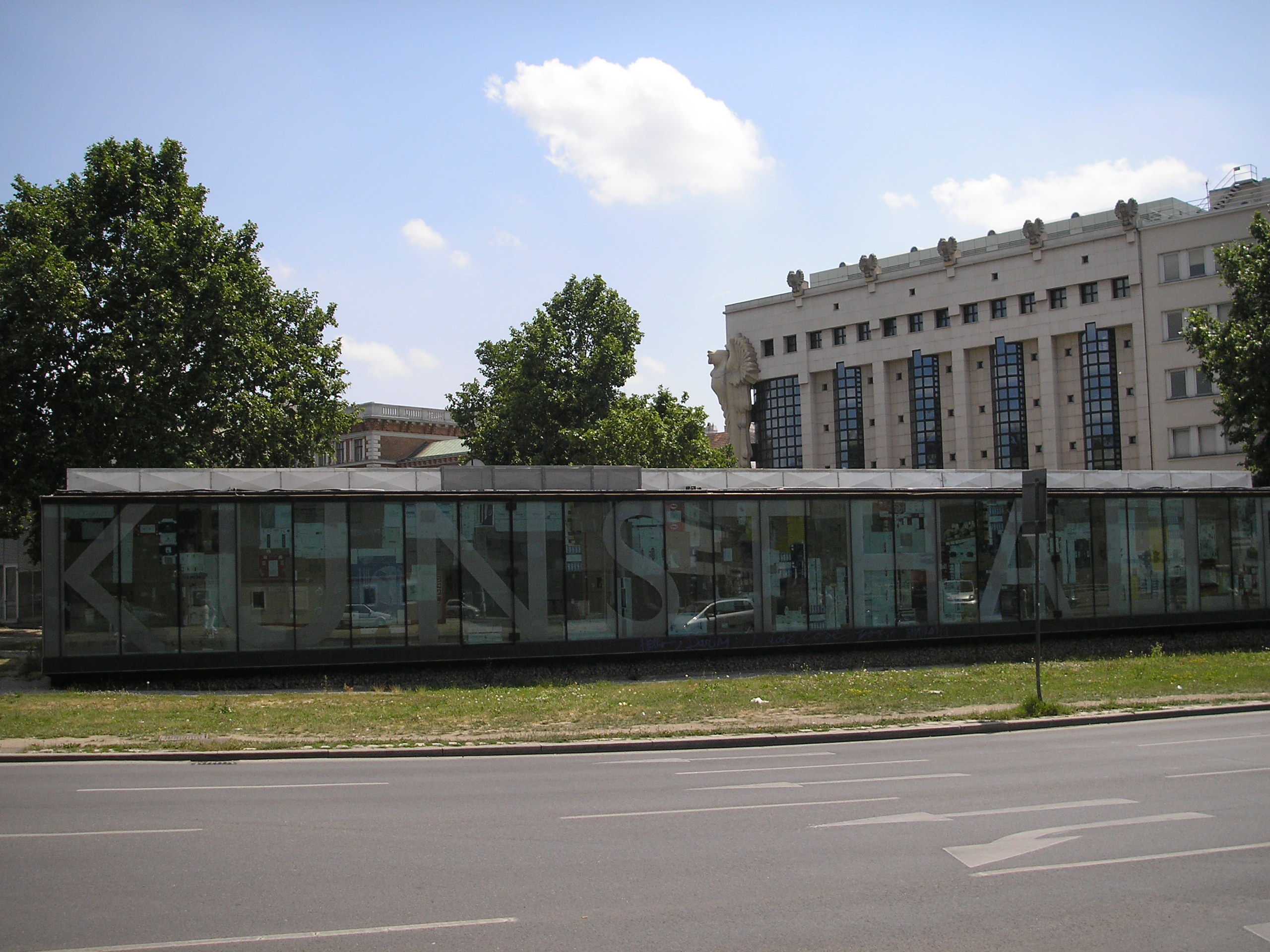
project space Karlsplatz

- 2006 Shop Völkerkunde Museum, Wien
- 2006 Personal Shopper, Messe Frankfurt GmbH
- 2005 Az W Architekturzentrum Wien: permanente Ausstellung im a_schau[4]
- 2002–2006 VIP-Bereich des Life Ball, Wien

### Architektur
- 2008 „Aquana“ Erlebnisbad in Banja Luka, Bosnien[5]

### Eigene Ausstellungen
- 2009 >You May< DMY Berlin 09, Gewinner des DMY Award[6]
- 2009 >happy landing< Museum für Angewandte Kunst, Wien
- 2008 >PET Light Show<, DMY Berlin 08[7]
- 2006 U.DA Madrid
- 2005 Pure Austrian Design FAD (Spanien)
- 2005 Anders als Immer – German Design Show (International)
- 2005 Typosonic, Museum für Konkrete Kunst, Ingolstadt (Deutschland)[8]
- 2005 >Action Bottleboy<, Dakar (Senegal)
- 2004 Bookmark – Selection of Central European Typography, Museum Meermanno-Westreenianum Den Haag (Niederlande)
- 2004 >Ping Meets Pong<, MAK Nite, Museum für Angewandte Kunst (MAK), Wien
- 2004 Virtual Frame, Kunsthalle Wien
- 2003 A Design Now, Wanderausstellung, International
- 2002 postscript, K/Haus Wien, (Österreich)[9]